# Тадзіма Наото
Наото Тадзіма (яп. 田島 直人, англ. Naoto Tajima; 15 серпня 1913 — 4 грудня 1990) — японський легкоатлет (потрійний стрибок, стрибки в довжину), олімпійський чемпіон з потрійного стрибку та бронзовий призер літніх Олімпійських ігор 1936 року.

## Життєпис
Народився 15 серпня 1913 року.

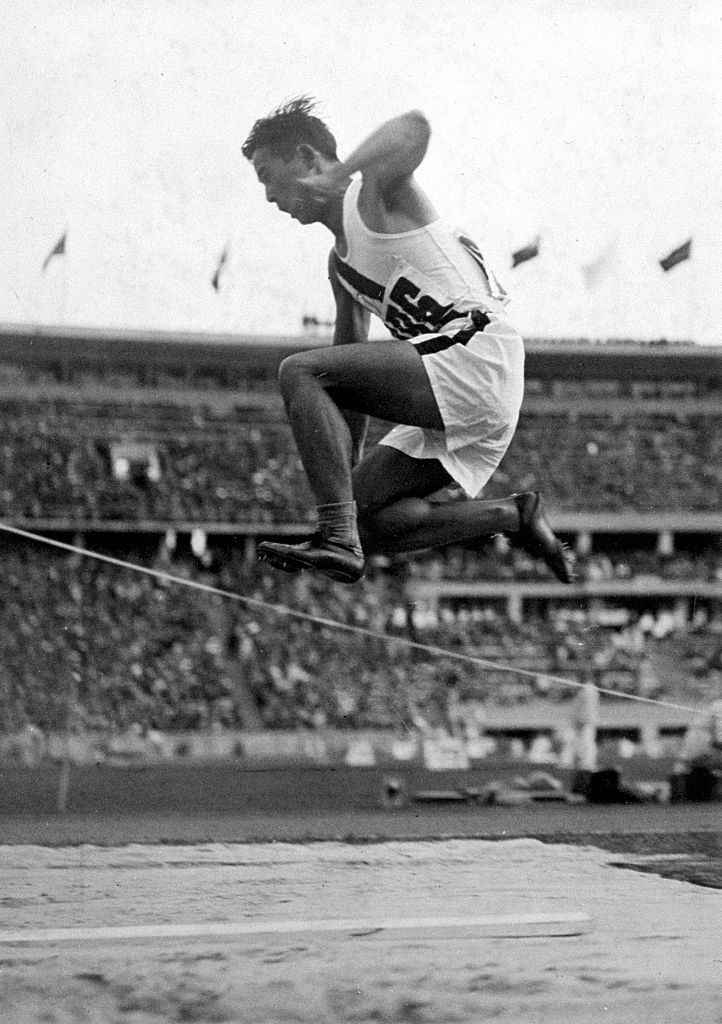
Рекордний потрійний стрибок Тадзіми на Олімпіаді 1936 року

У 1932 році на X літніх Олімпійських іграх у Лос-Анджелесі зайняв шосте місце зі стрибків у довжину з результатом 7,15 м.
У 1936 році на XI літніх Олімпійських іграх у Берліні отримав дві медалі:
- золоту медаль у потрійному стрибку з результатом 16,00 м. Встановив новий олімпійський рекорд. (06.08.1936)
- бронзову медаль у стрибках у довжину з результатом 7,74 м.

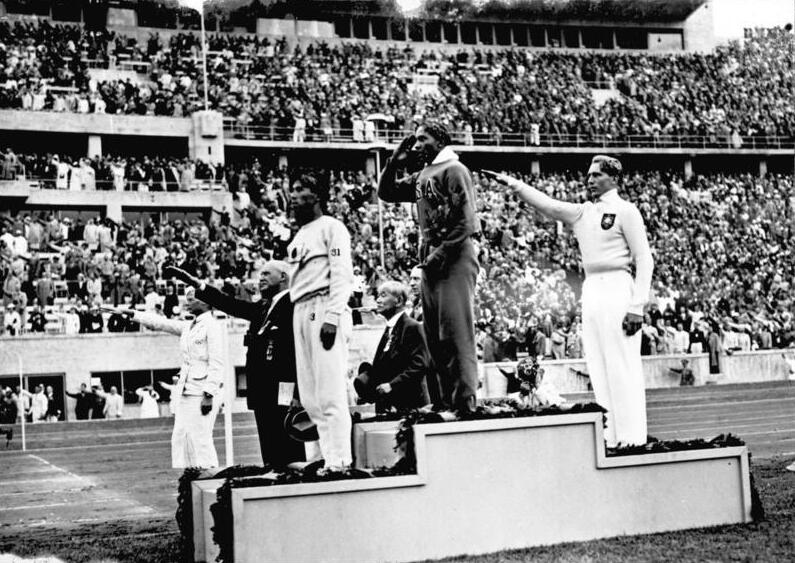
Нагородження переможців стрибків у довжину.
Джессі Оуенс (США, 1 місце, центр),
Луц Лонг (Німеччина, 2 місце, праворуч),
Наото Тадзіма (Японія, 3 місце, ліворуч)

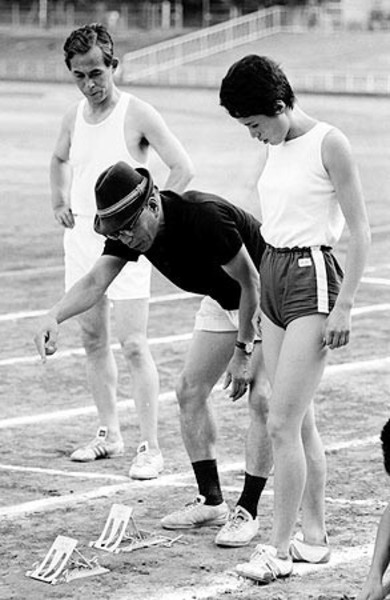
На тренуваннях. Наото Тадзіма, Такайоші Йошіока, Ікуко Йода